# Мелеті
Мелеті (італ. Meleti) — муніципалітет в Італії, у регіоні Ломбардія, провінція Лоді.

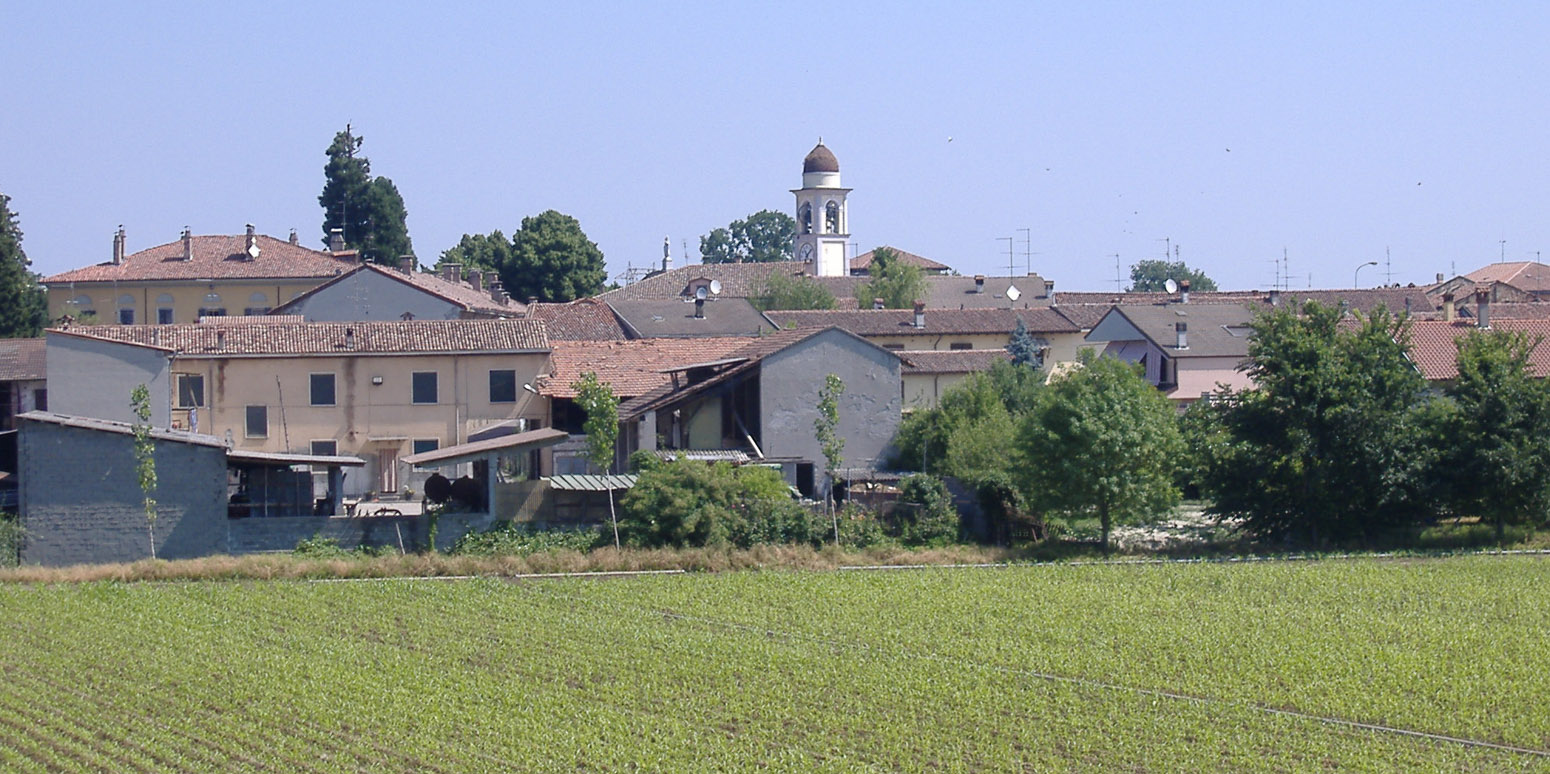
Мелеті

Мелеті розташоване на відстані близько 430 км на північний захід від Рима, 65 км на південний схід від Мілана, 33 км на південний схід від Лоді.
Населення — 469 осіб (2014).

## Демографія
Населення за роками:

Станом на 1 січня 2023 року в муніципалітеті офіційно проживали 44 іноземці з 15 країн, серед них 8 громадян країн Євросоюзу та 1 громадянин України.

## Сусідні муніципалітети
- Казелле-Ланді
- Кастельнуово-Бокка-д'Адда
- Корновеккьо
- Кротта-д'Адда
- Маккасторна